# Римско-германский музей

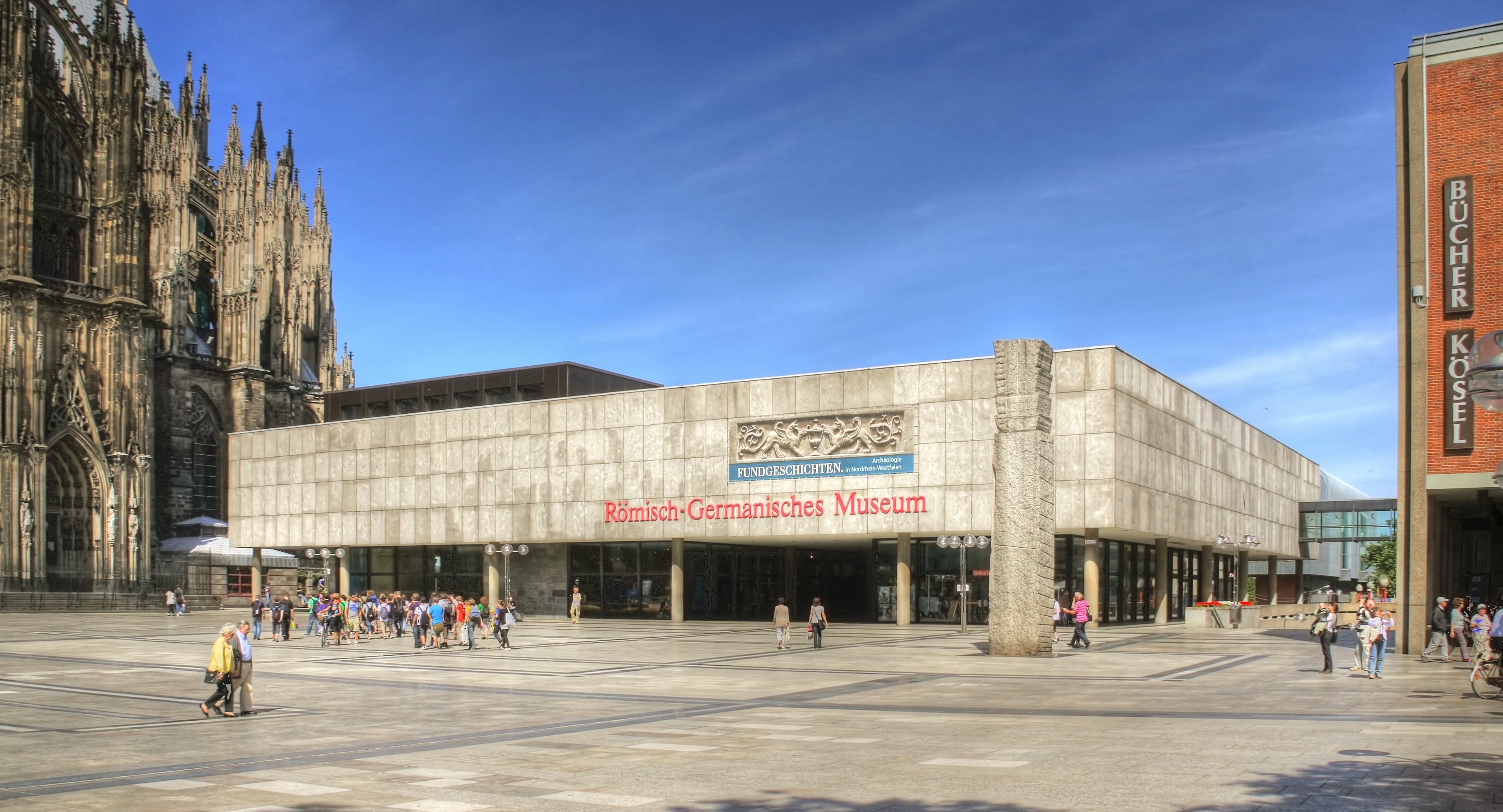
Римско-германский музей

Римско-германский музей (нем. Römisch-Germanisches Museum) — находящийся в Кёльне археологический музей, собрание которого охватывает находки от времён палеолита и до раннего Средневековья.

## История
Римско-германский музей был образован в 1946 году из римского и германского отделений музей Вальрафа-Рихарца в Кёльне. Нынешняя планировка и концепция музея как «витрины во времена римлян» появилась в марте 1974 года. Одним из сокровищ музея, которое можно обозревать в нижнем, подземном этаже, является так называемая мозаика Диониса, обнаруженная случайно в 1941 году на территории города. На верхнем этаже в организованных по хронологически-тематическому принципу экспозициях представлены обнаруженные при раскопках предметы, относящиеся ко времени императора Августа — из римского Рейнского порта, а также найденные на месте построенного императором Константином деревянного моста через Рейн и из римского поселения Дивития, лежавшего на левом берегу Рейна. Дополняют музейную экспозицию остатки римской городской стены с круглой башней.

## Собрание

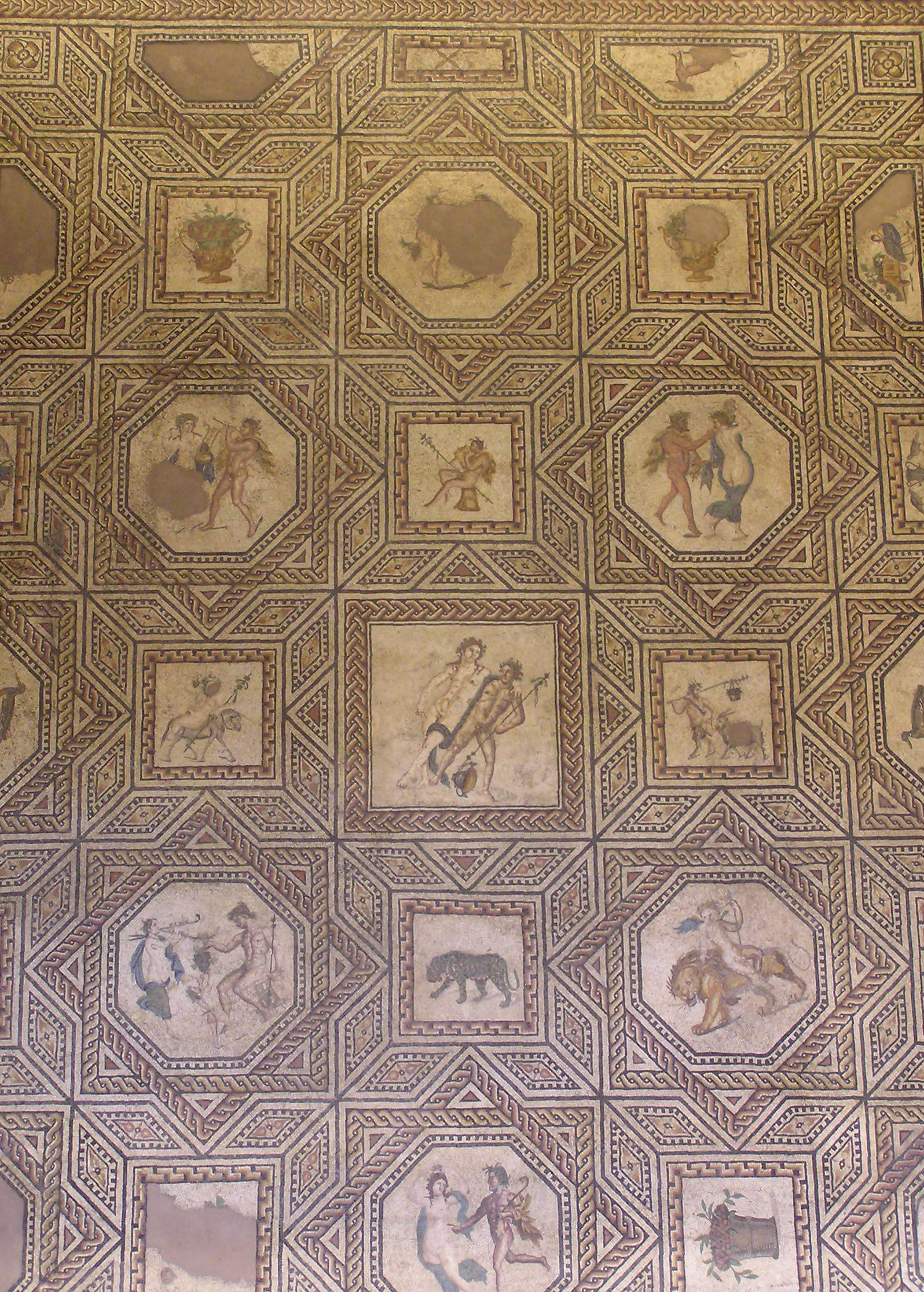
«Мозаика Диониса»

В собрании Римско-германского музея на нижнем «этаже Диониса» можно увидеть предметы повседневной жизни, быта и питания жителей римского города I—IV веков новой эры, разделённые по тематике. Собрания на верхнем этаже рассказывают об истории заселения региона Кёльн человеком с доисторических времён — при палеолите, бронзовом и железном веках. Общеевропейское значение имеют представленные здесь находки культуры Линейно-ленточной керамики, раскопанные в районе Кёльн-Линденталь.
История собственно города началась с расселения здесь германского племени убиев Марком Випсанием Агриппой. Археологическое собрание показывает возвышение Кёльна от небольшого поселения к главному городу римской провинции Нижняя Германия. Об её официальной жизни, событиях римской истории повествуют многочисленные латинские надписи, сделанные на стенах домов и надгробных камных. Религиозная жизнь представлена алтарями, стелами и предметами культа из камня, бронзы и глины. К I веку н. э. относятся скульптурные портреты императора Августа и его супруги Ливии, супруги Германика Агриппины Старшей и других. В музее представлены найденная в 1844 году т. н. «мозаика философов», настенная живопись и прочее, характеризующие высокий уровень жизни горожан и обитателей пригородных вилл.
Замечательна также богатая коллекция изделий из обычного и цветного стекла, в том числе и одни из первых зрительных стёкол, посуда, бокалы-раковины и т. д. Широко представлены римские украшения, в том числе из драгоценных металлов и камней; глиняная посуда и светильники, обнаруженные в захоронениях в окрестностях Кёльна. В музее также хранится богатейшая коллекция украшений, ювелирных изделий и оружия различных народов эпохи Великого переселения народов, от скифов до викингов (особо богато представлены изделия готов), собранная бароном Иоганном фон Диргардтом. Завершают музейную экспозицию предметы, относящиеся к эпохам франков, саксов, Меровингов, а также христианизации Кёльнского региона.

## Галерея

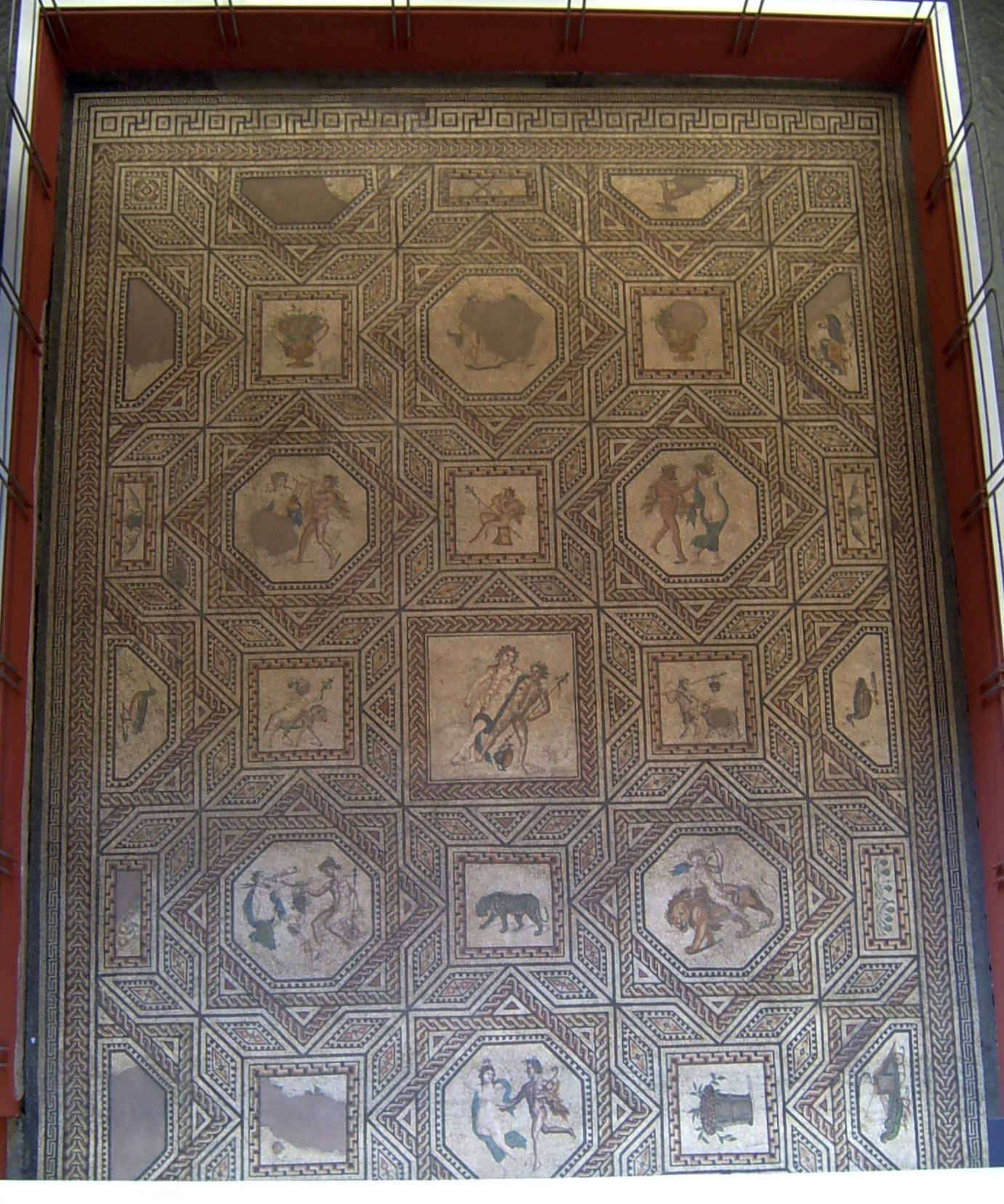
мозаика Диониса
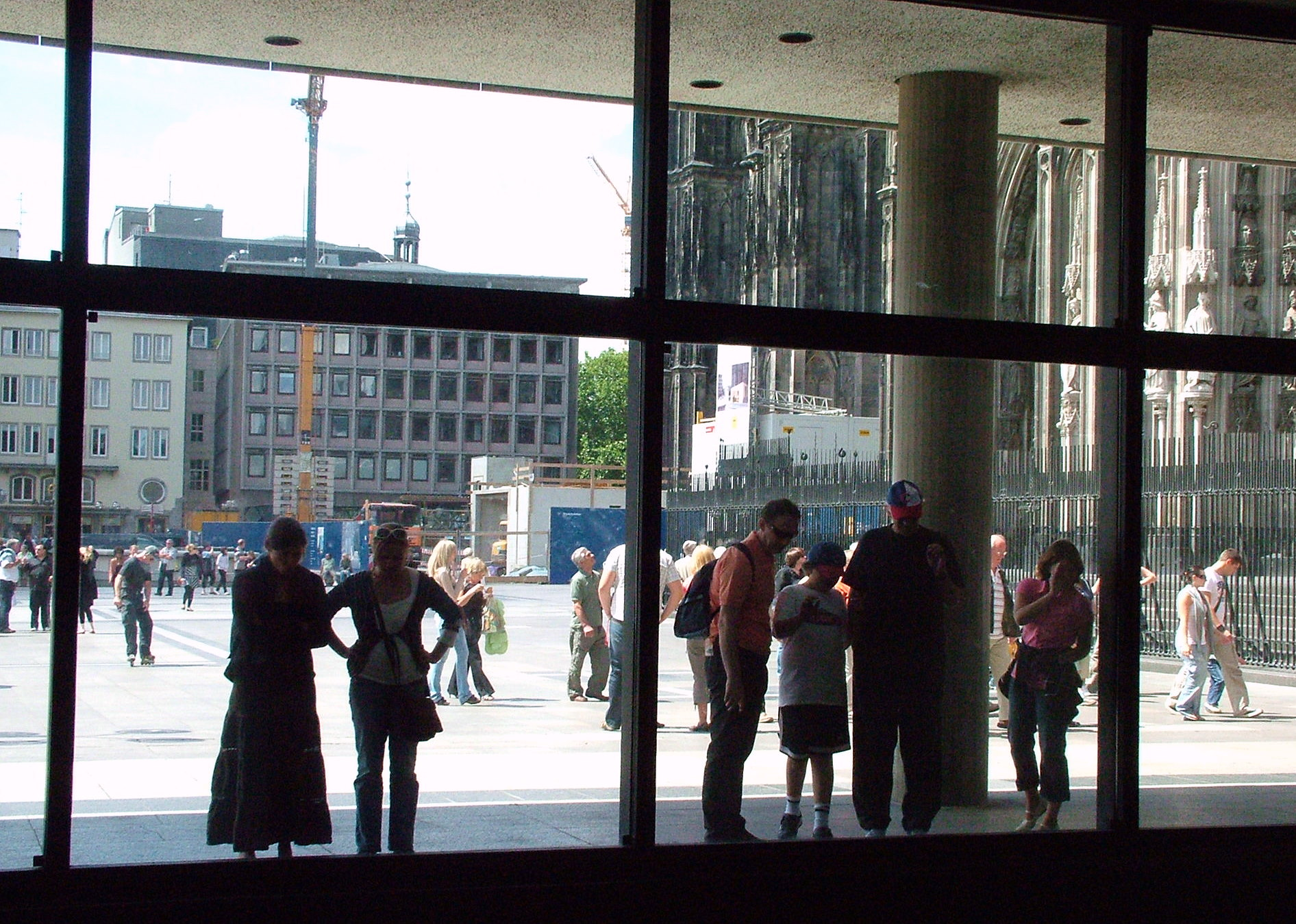
Панорама старого города
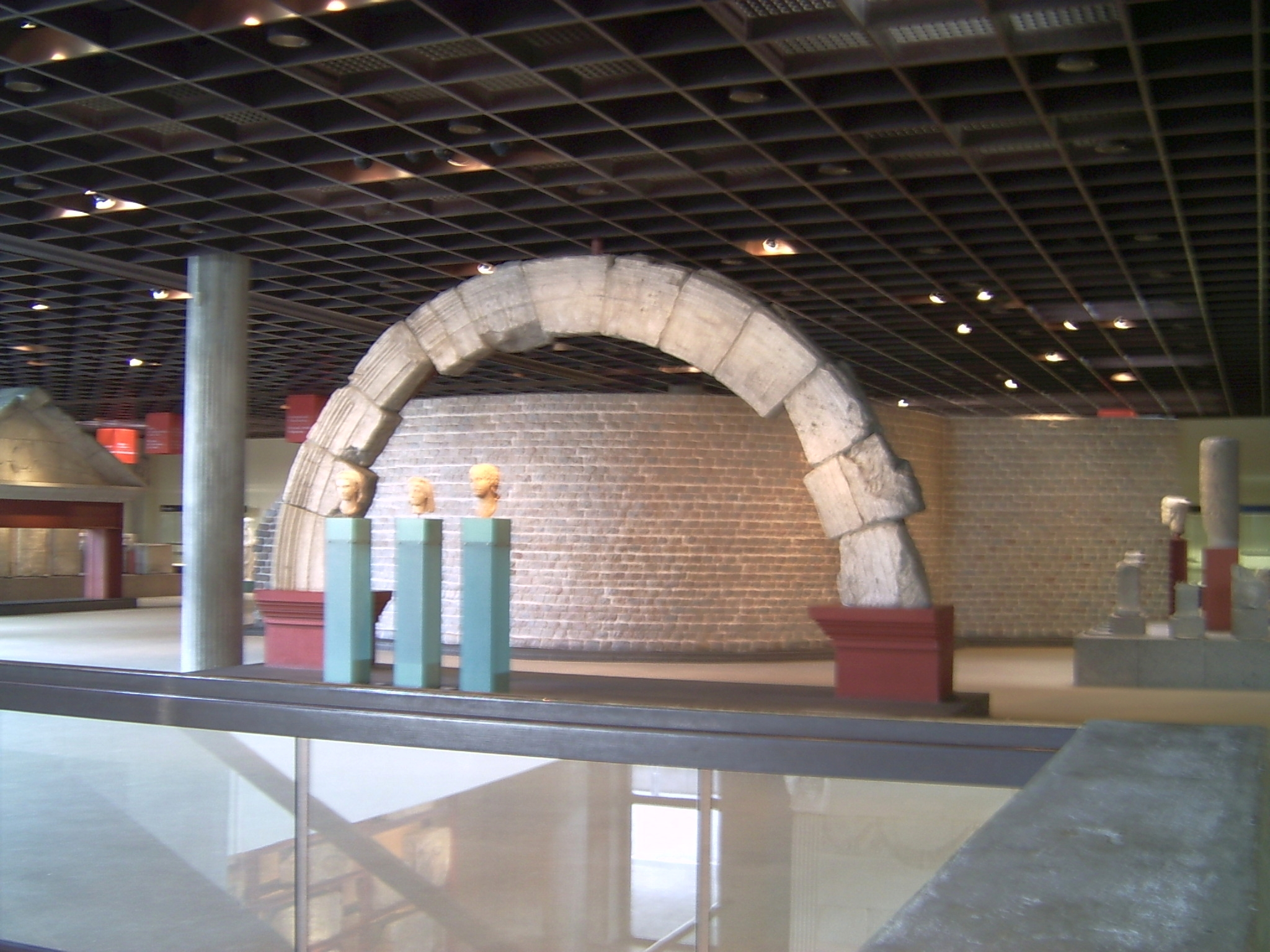
Арка Северных ворот с надписью,на заднем плане - крепостная башня
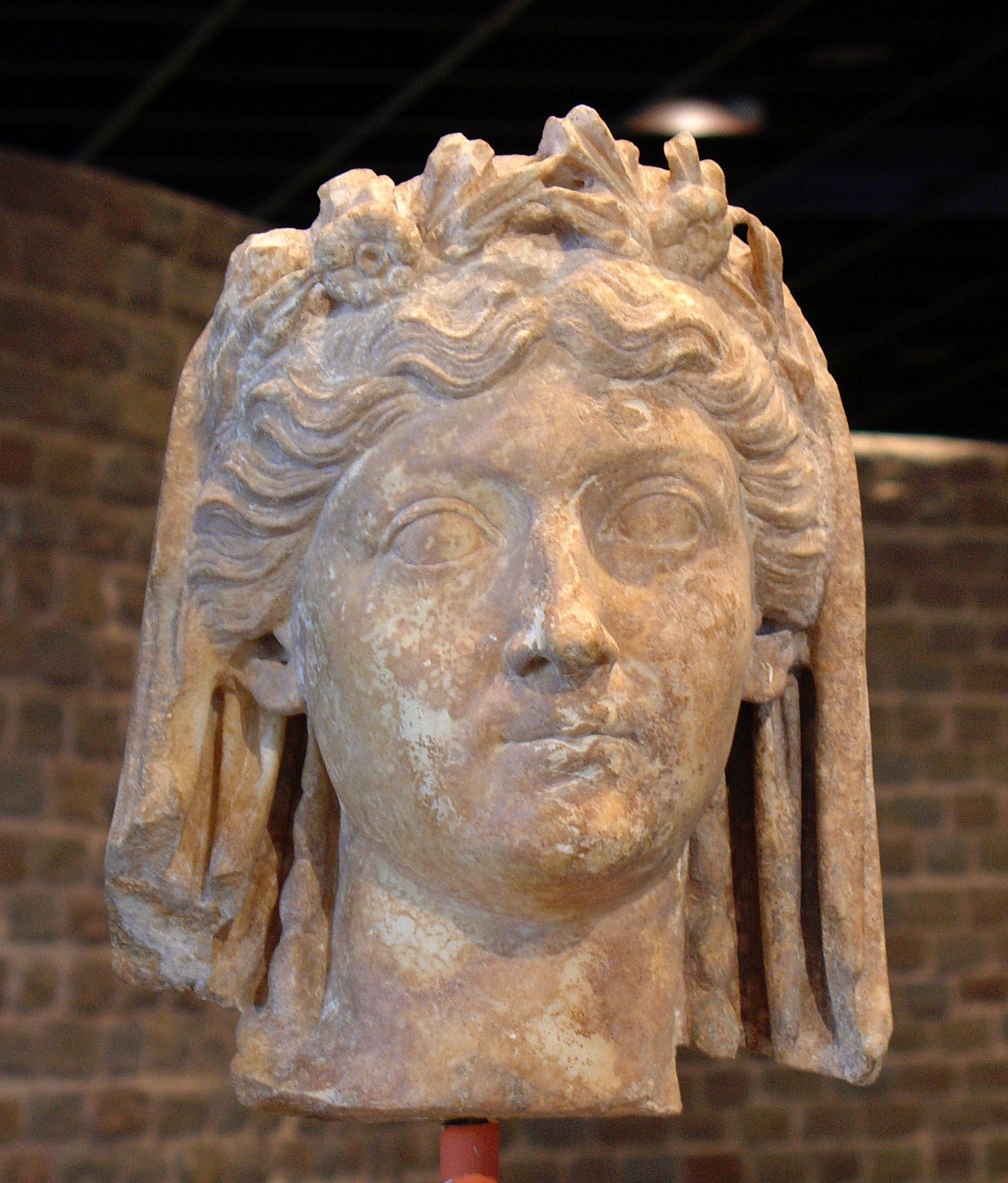
Ливия, супруга Августа
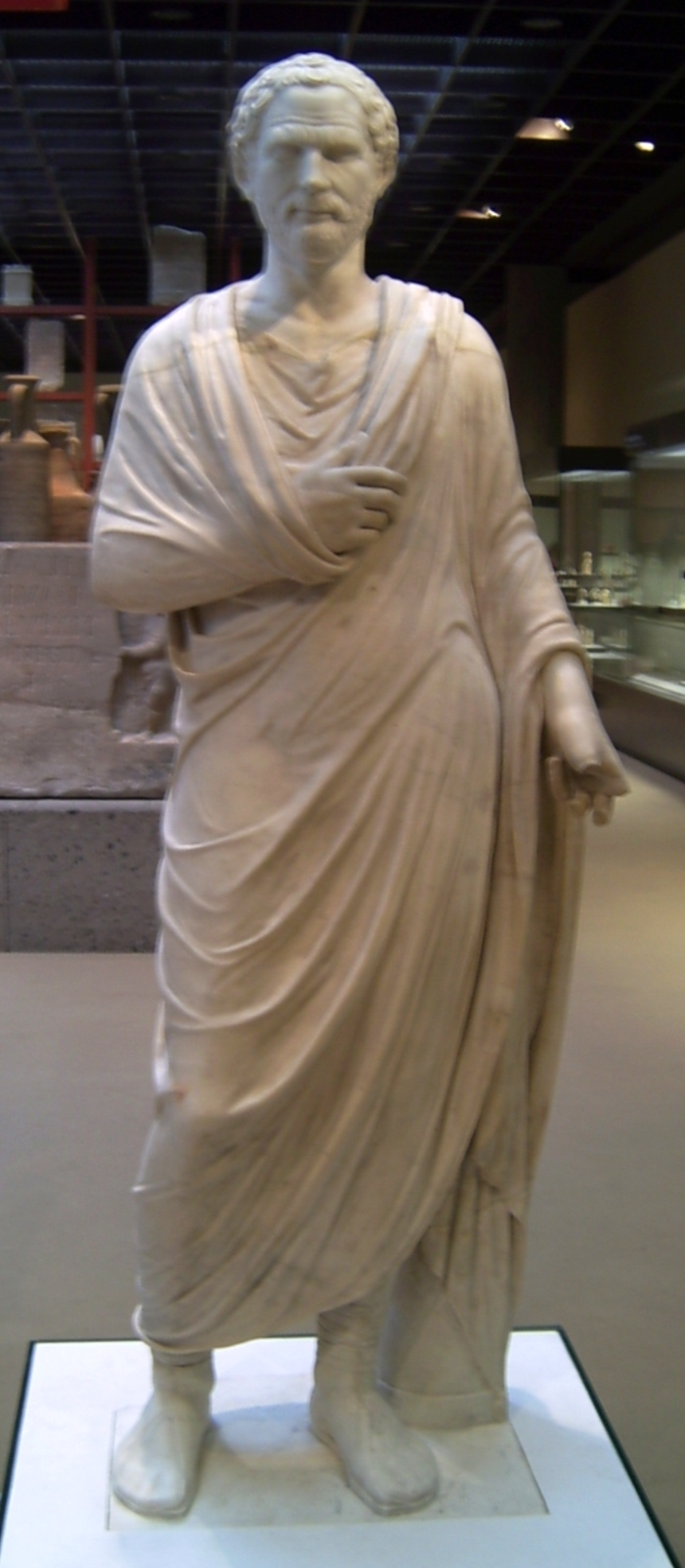
Статуя Демосфена
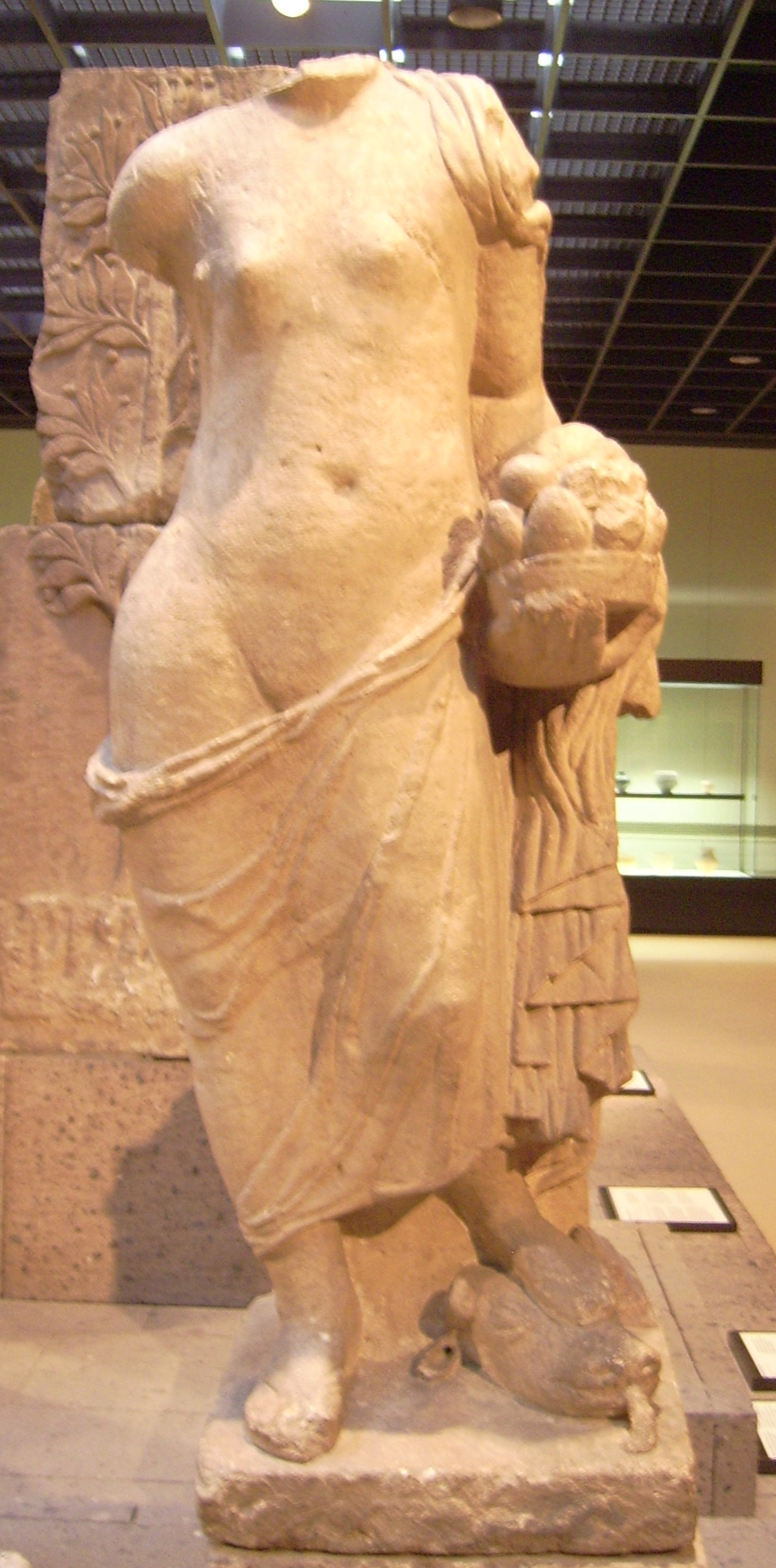
Статуя Эгея
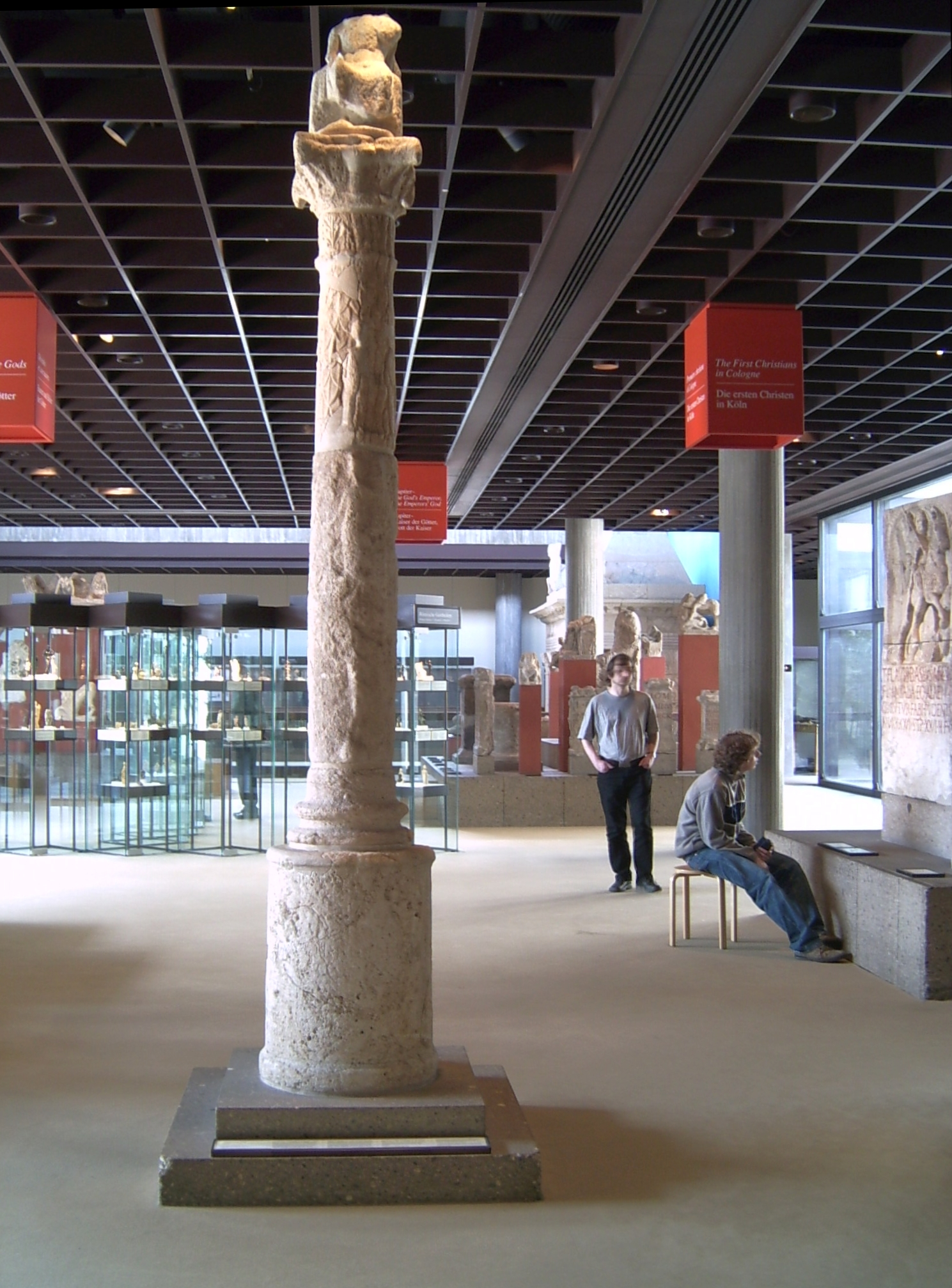
Колонна Юпитера
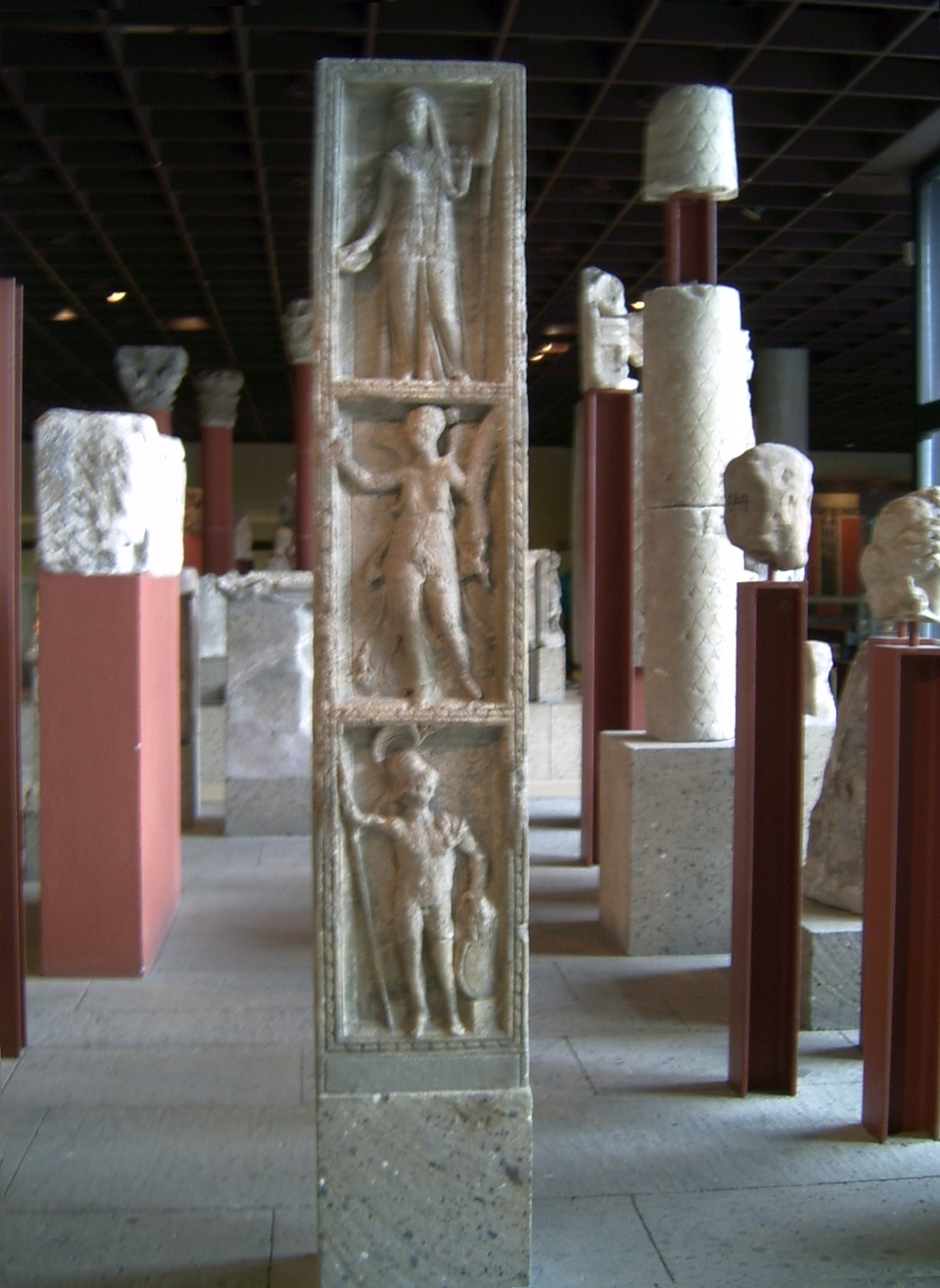
Столп Юпитера
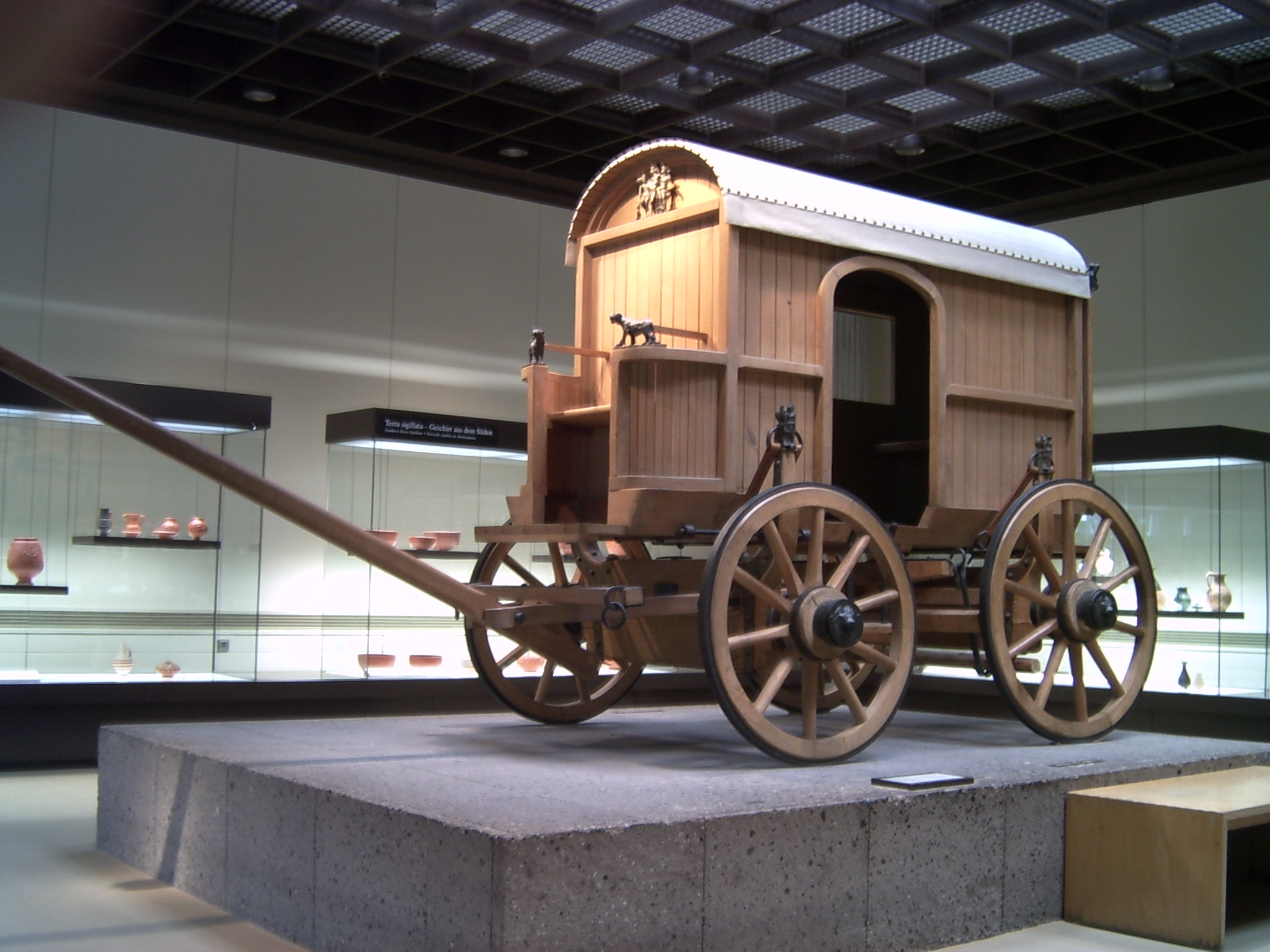
Римская повозка
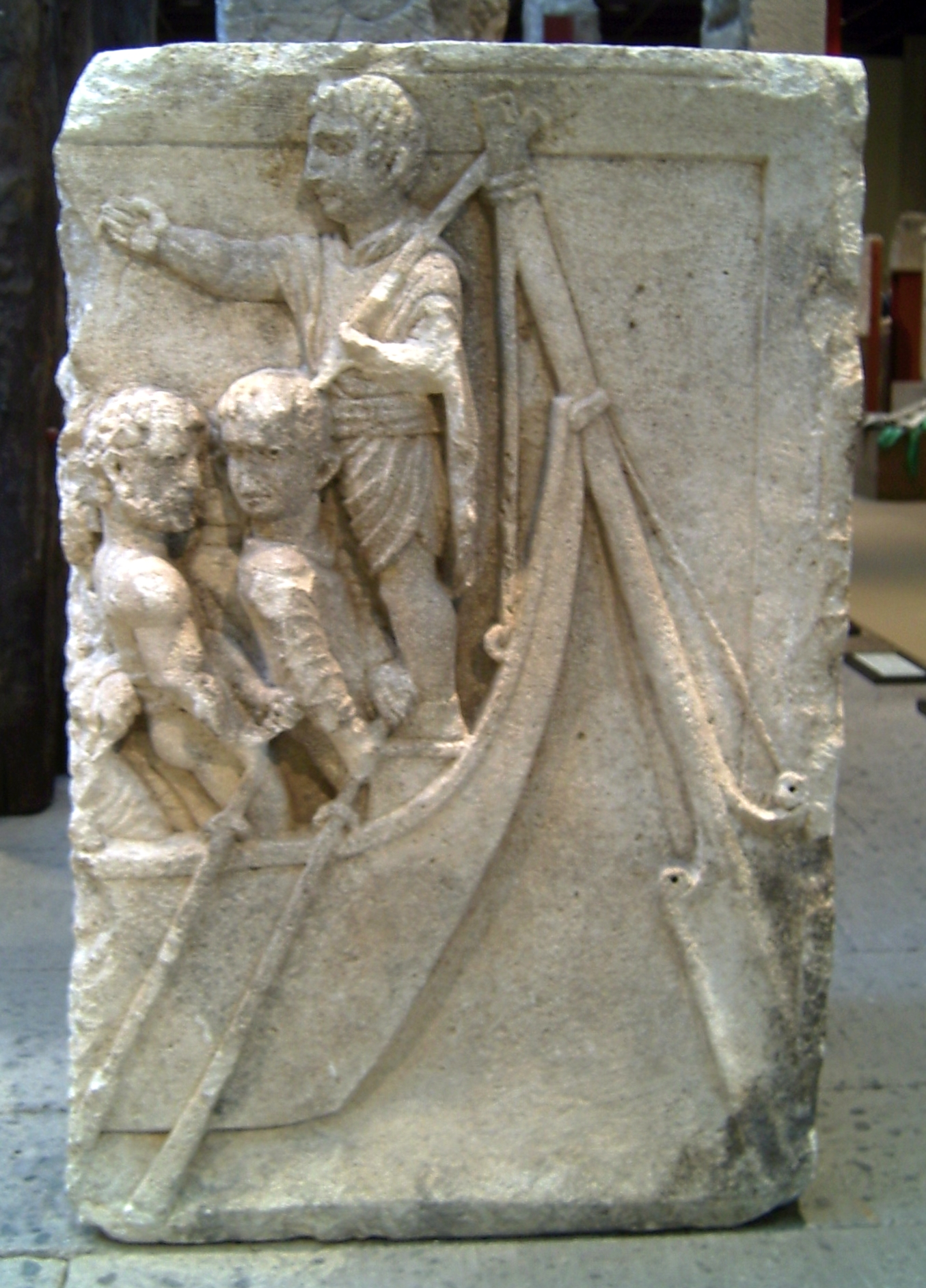
Навигатор на части надгробия
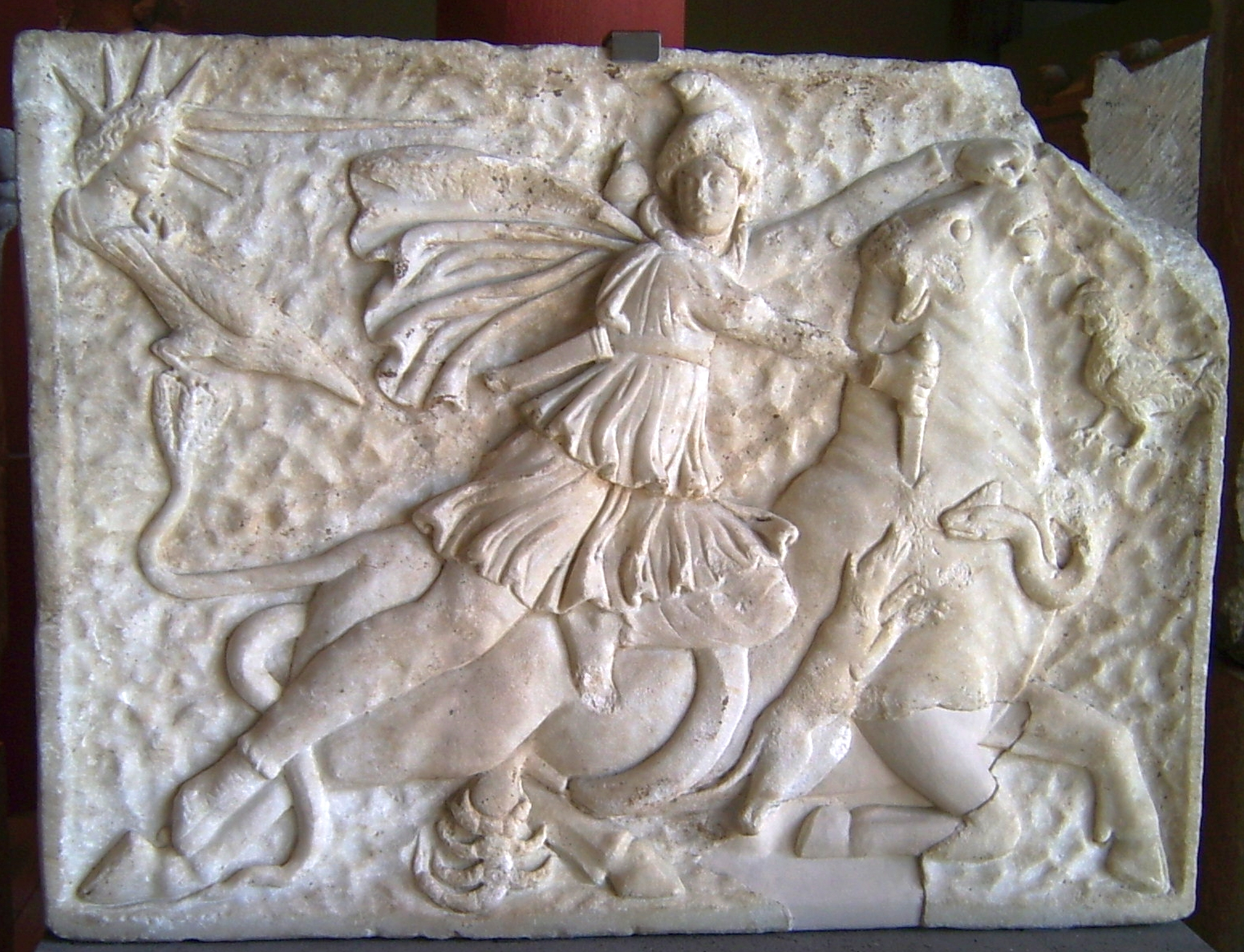
Рельеф Митры из II-III века
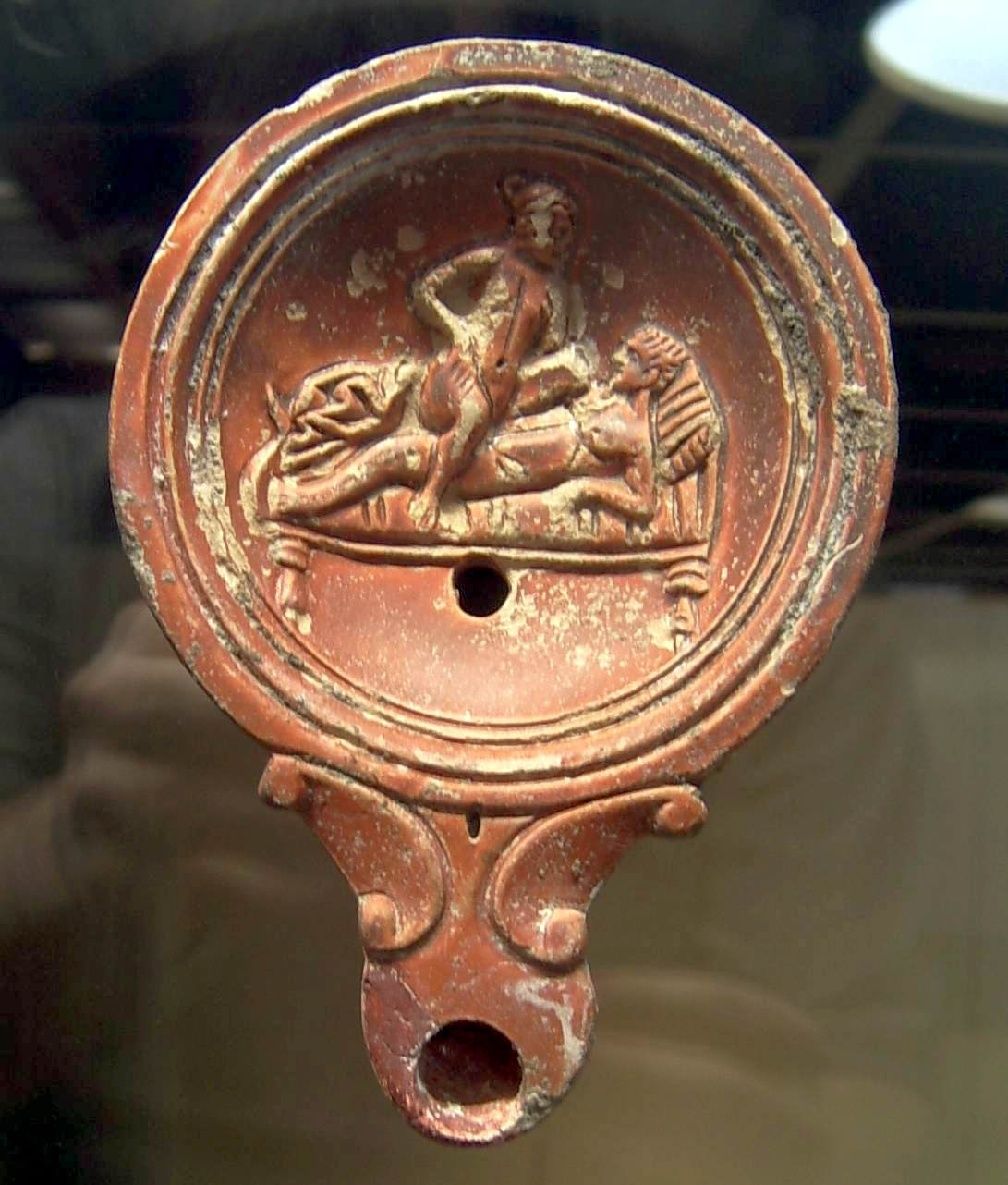
Масляная лампа с эротическим изображением
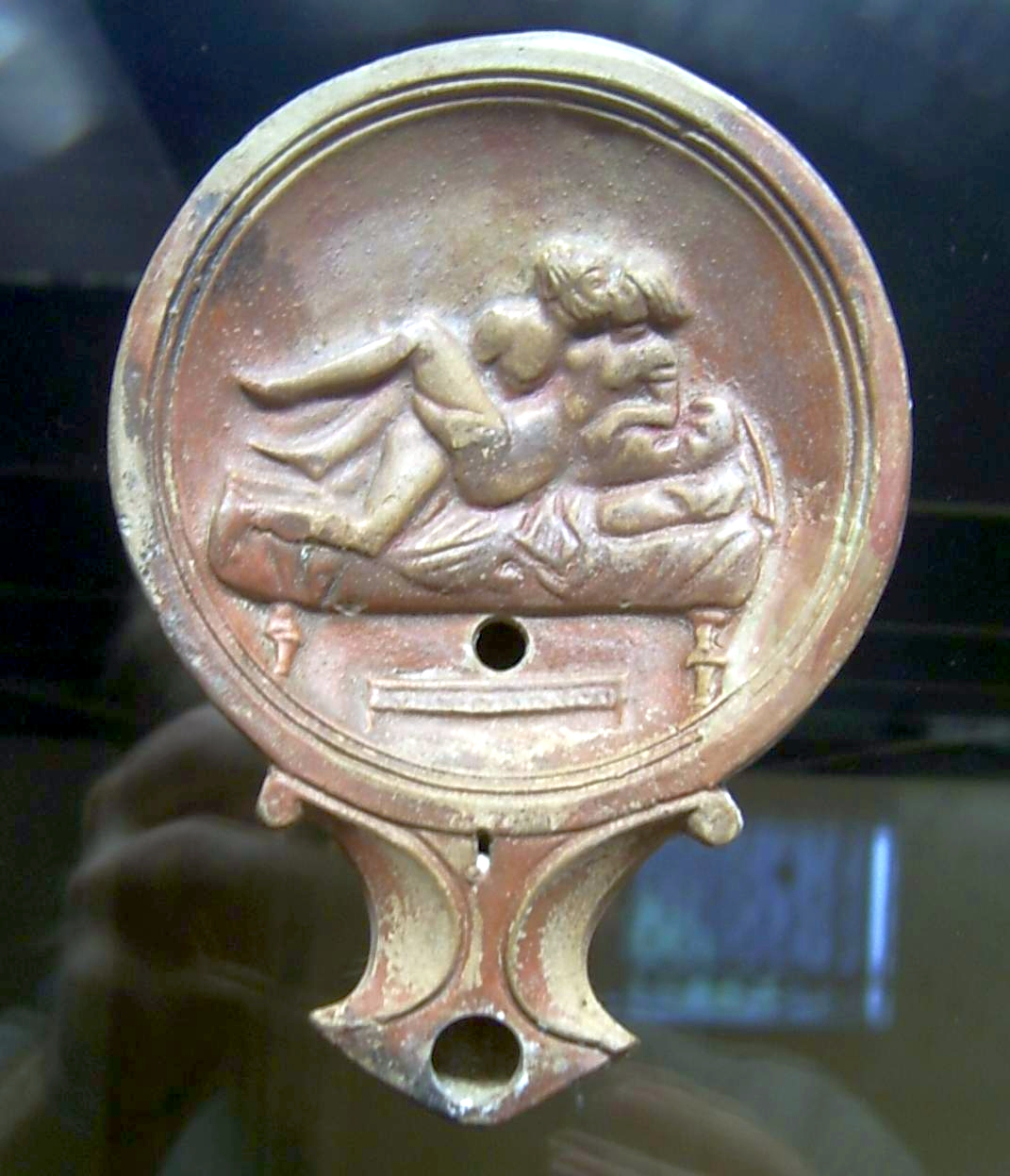
Масляная лампа с эротическим изображением
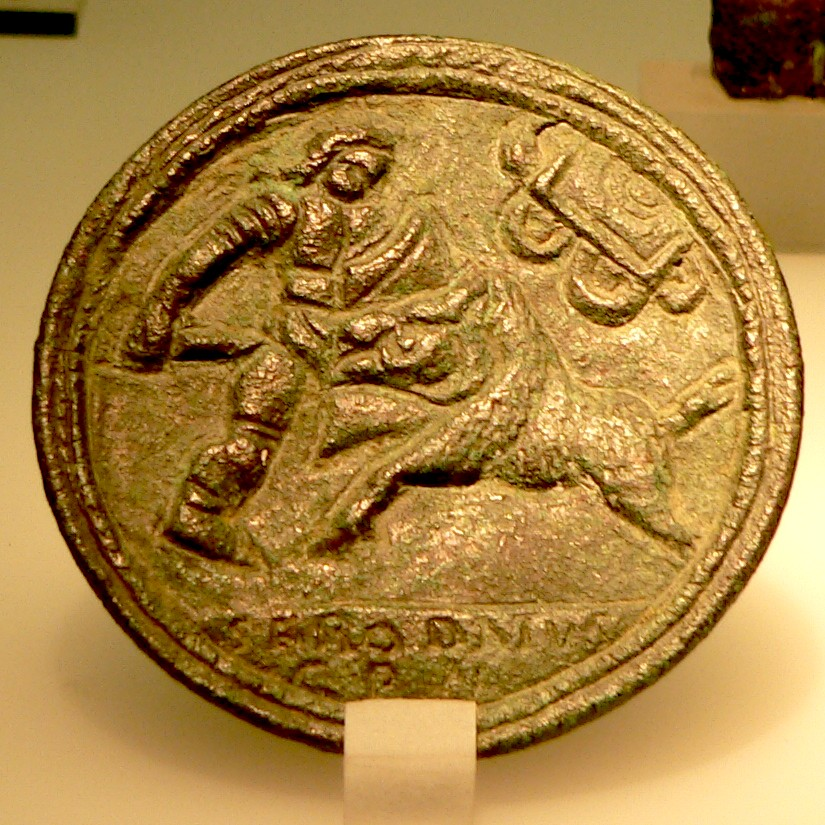
Зеркало, украшенное сценой боя зверей
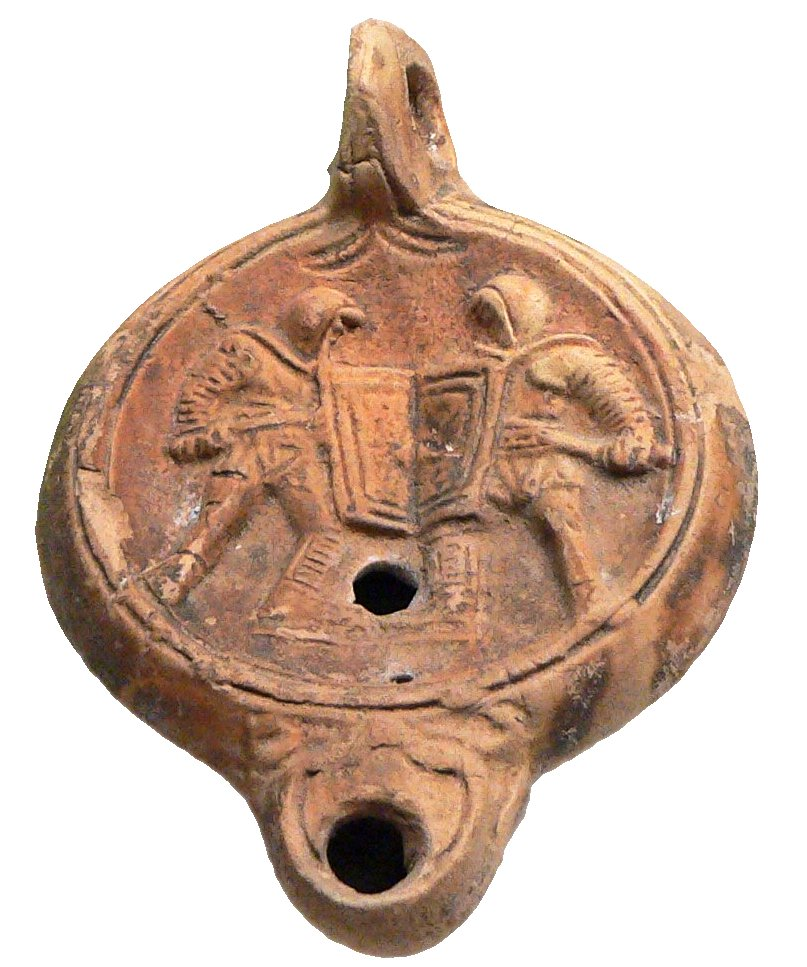
Масляная лампа с изображением гладиаторов
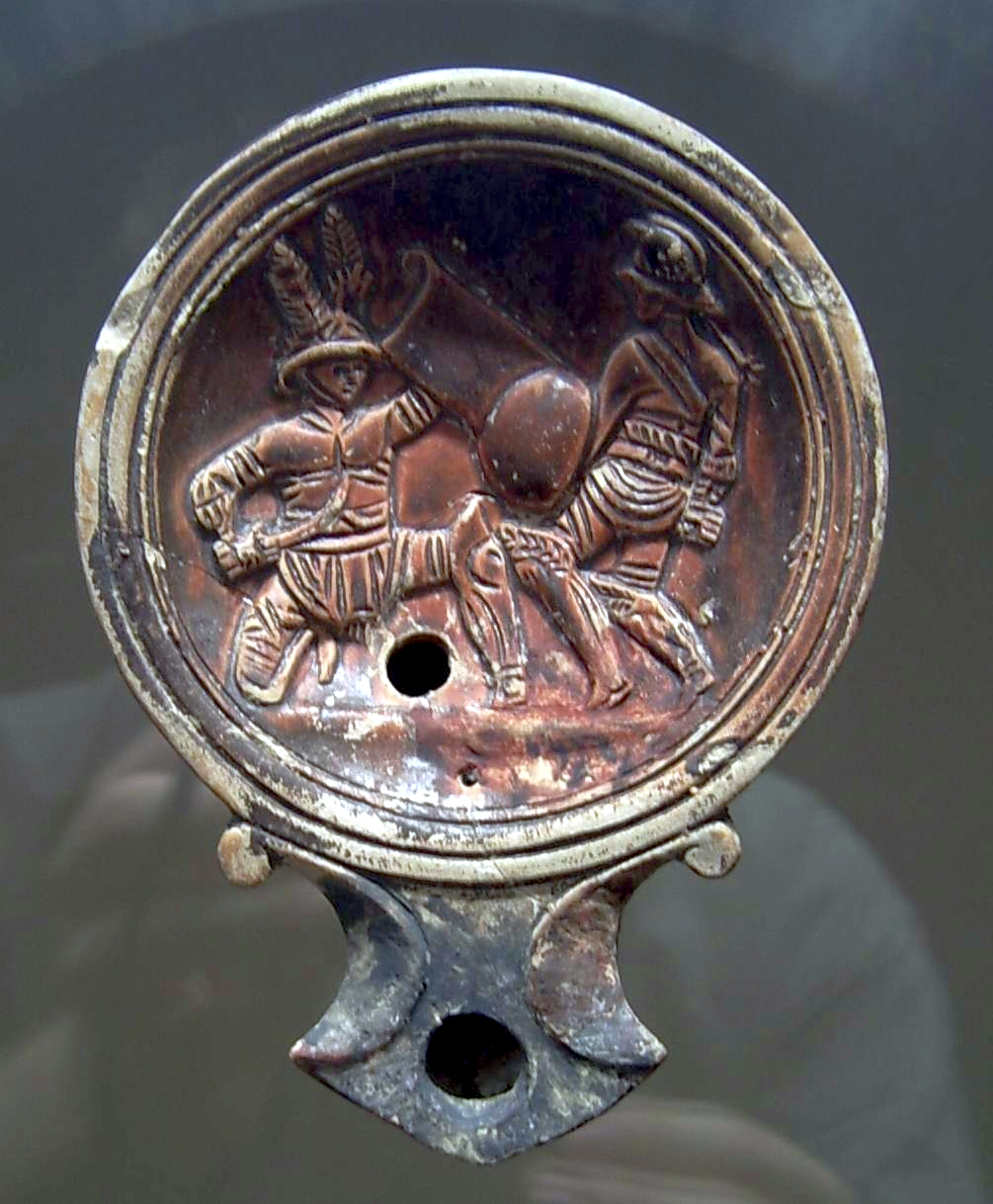
Масляная лампа с изображением гладиаторов
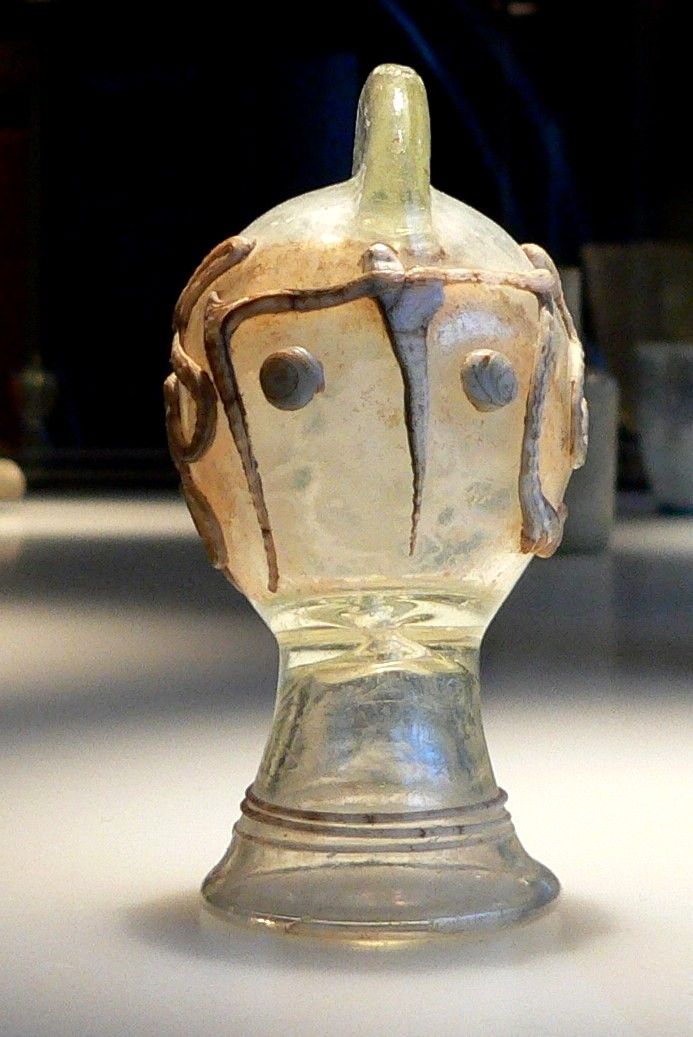
Капельница с изображением боя гладиаторов (III век)
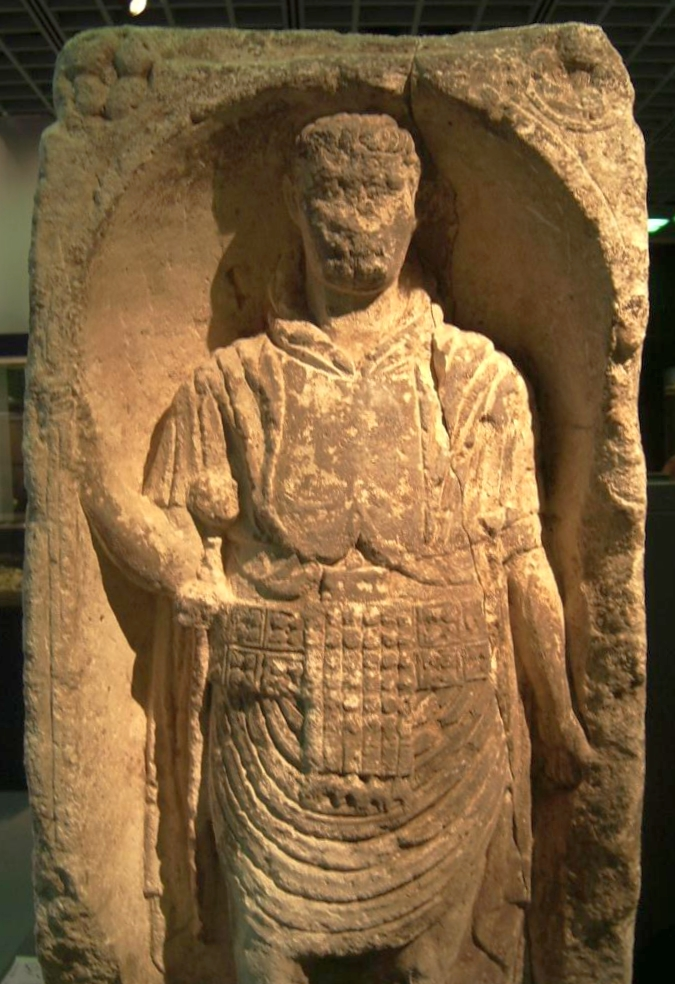
Надгробие римского легионера, I в.
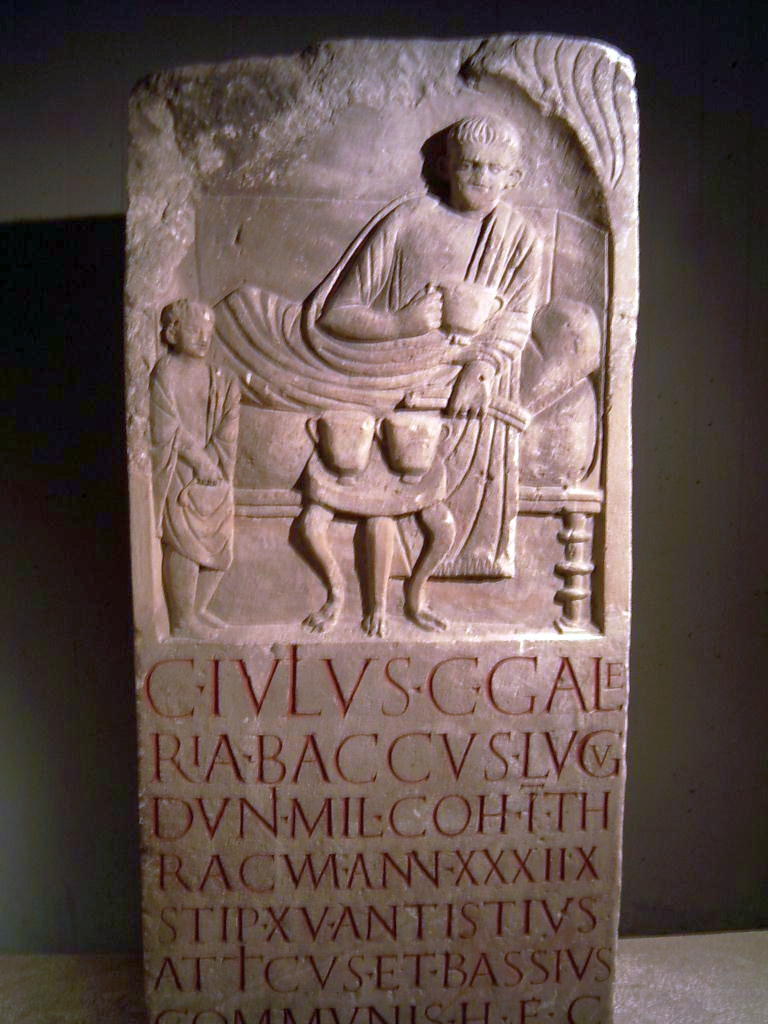
Рельеф поминального пиршества, I в.
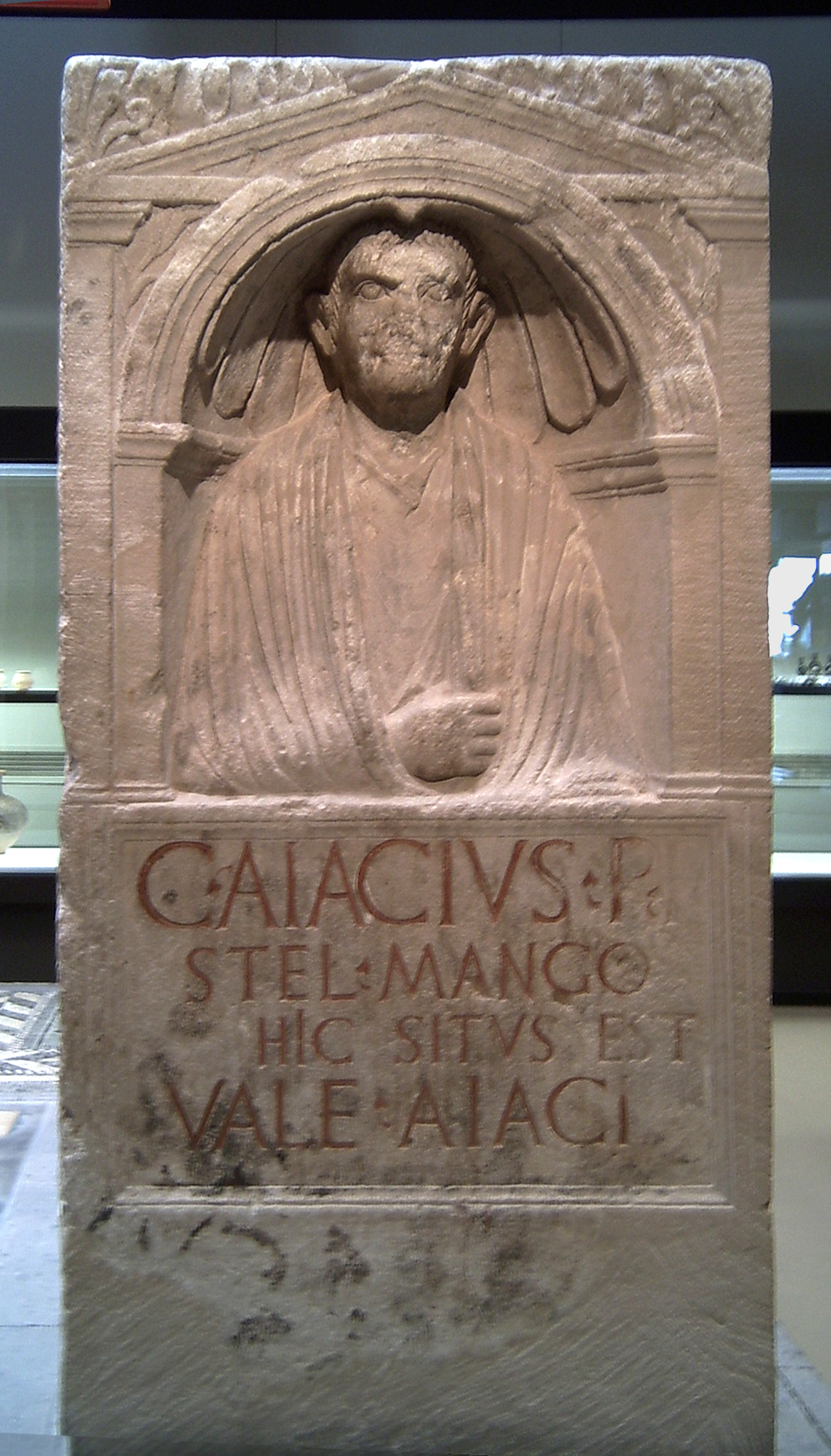
Надгробие работорговца Гая Аякуса
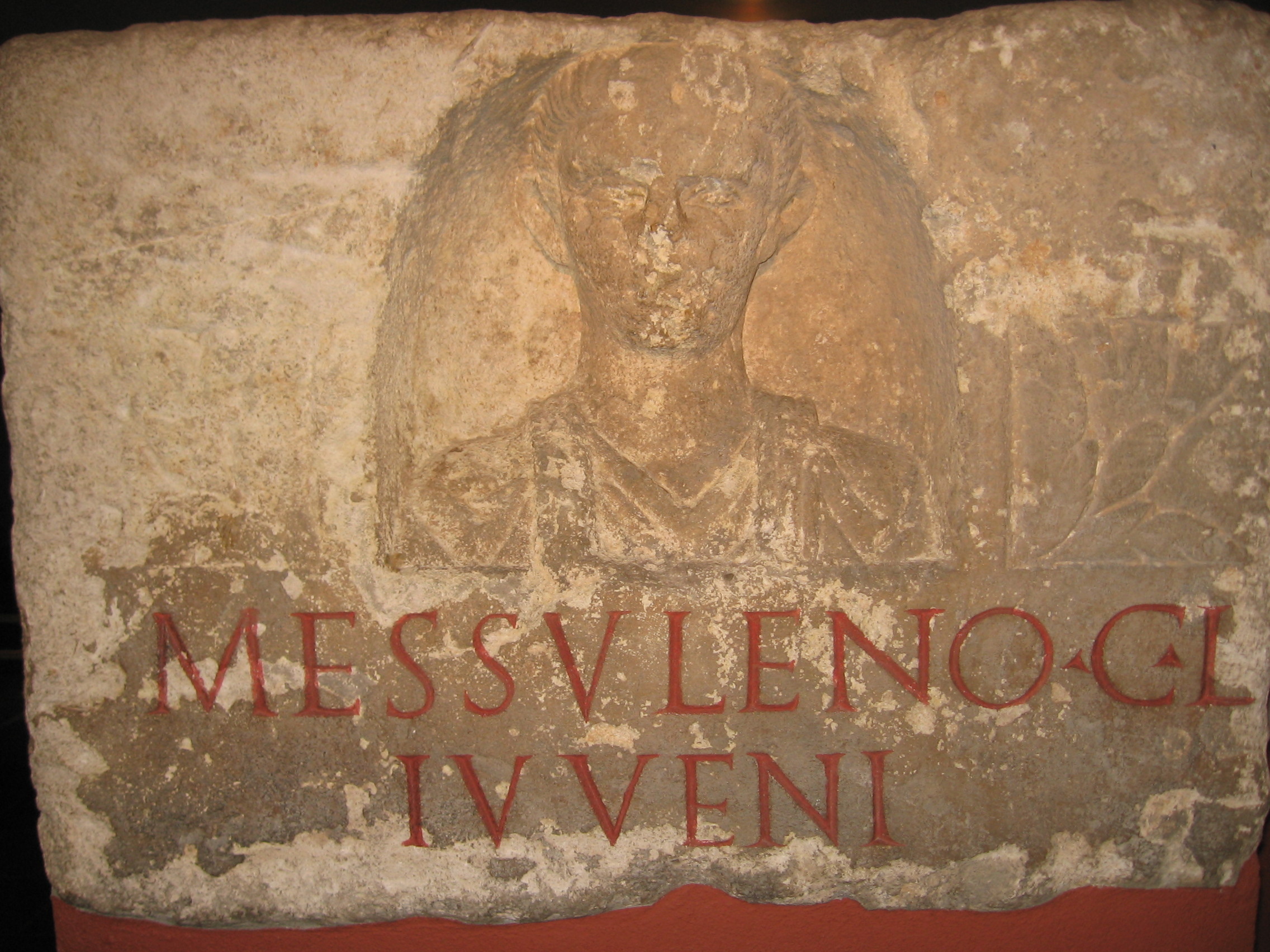
Надгробие вольноотпущенника
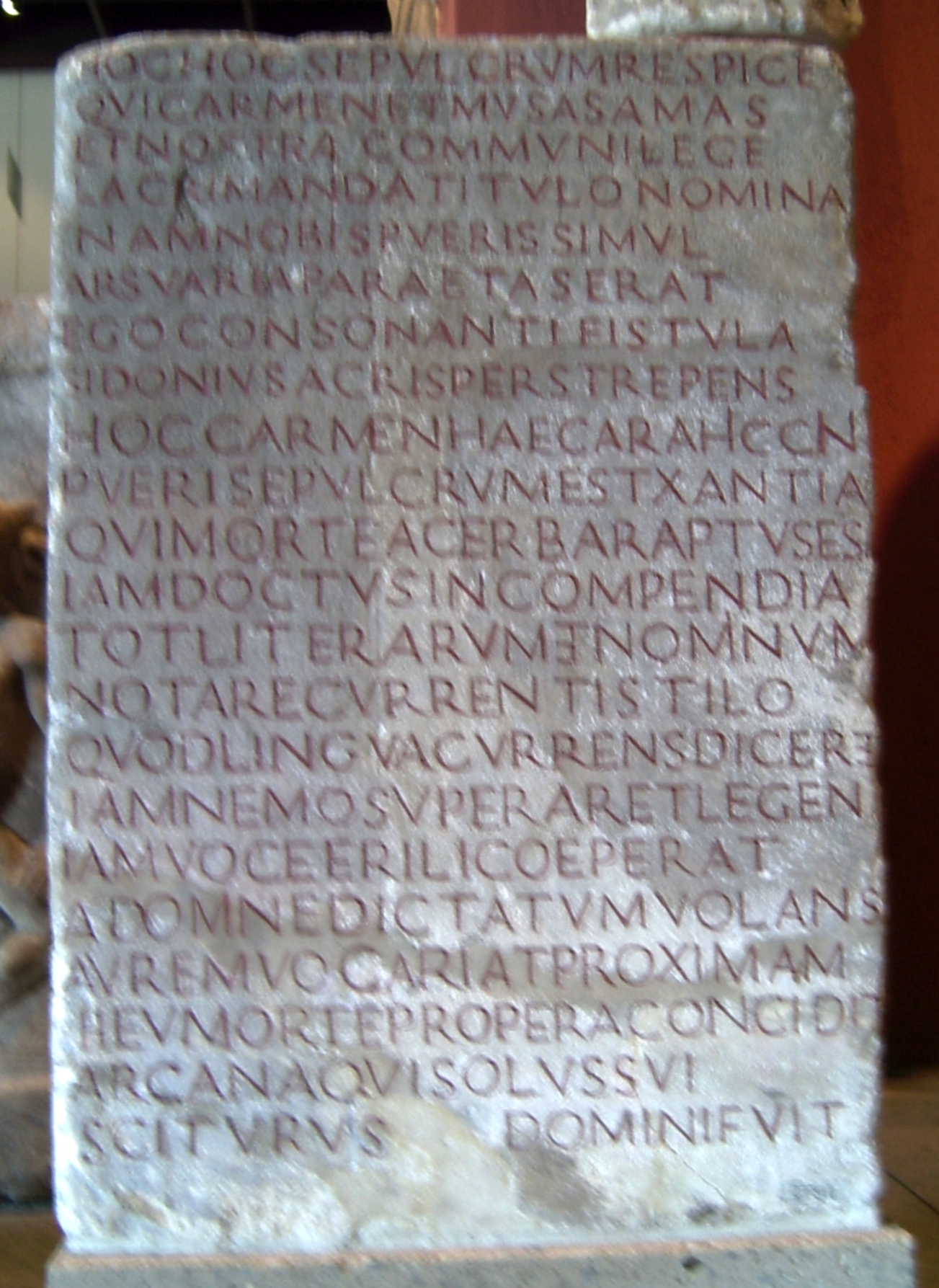
Надгробие флейтиста Сидония и стенографа Ксантия
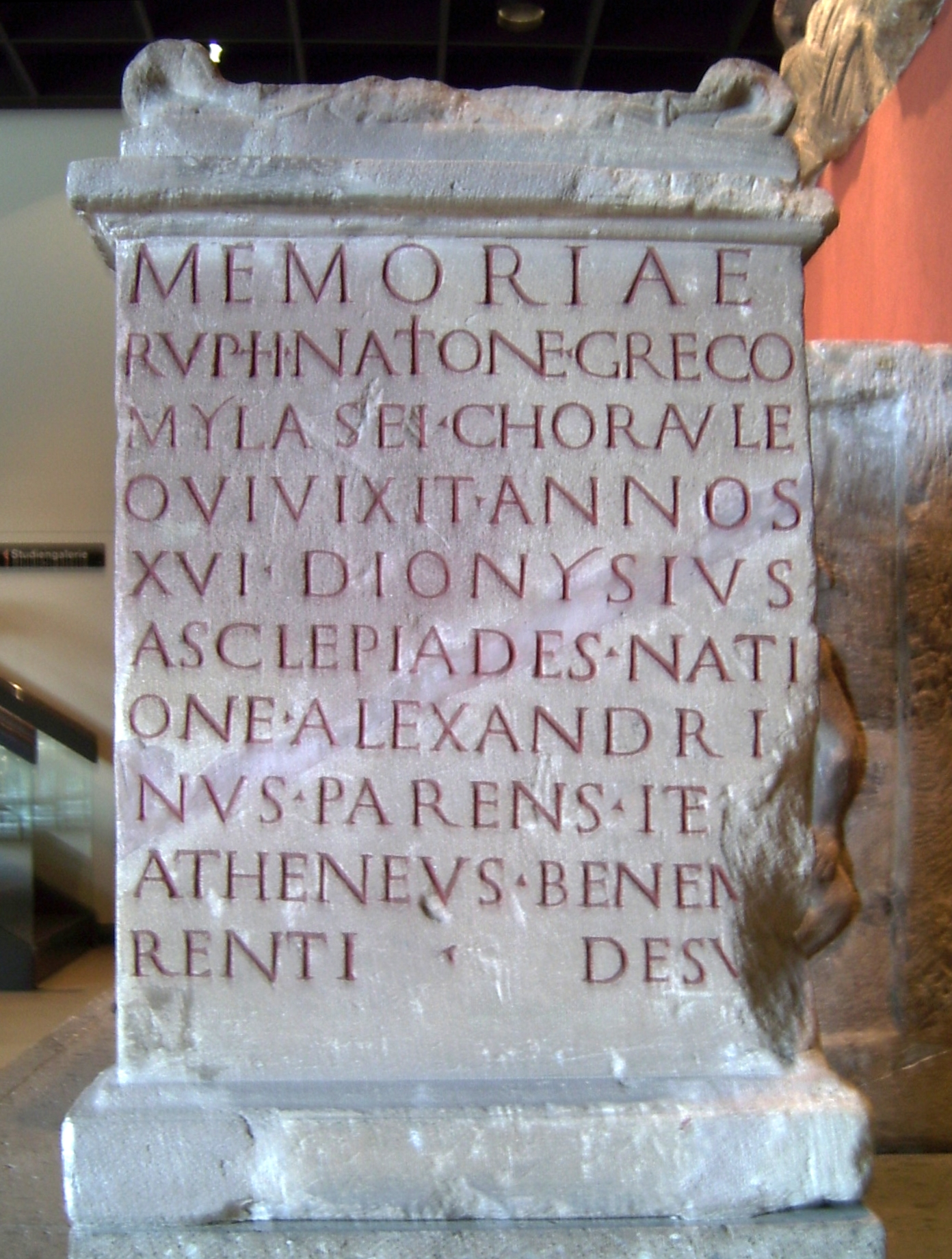
Надгробие флейтиста Руфа
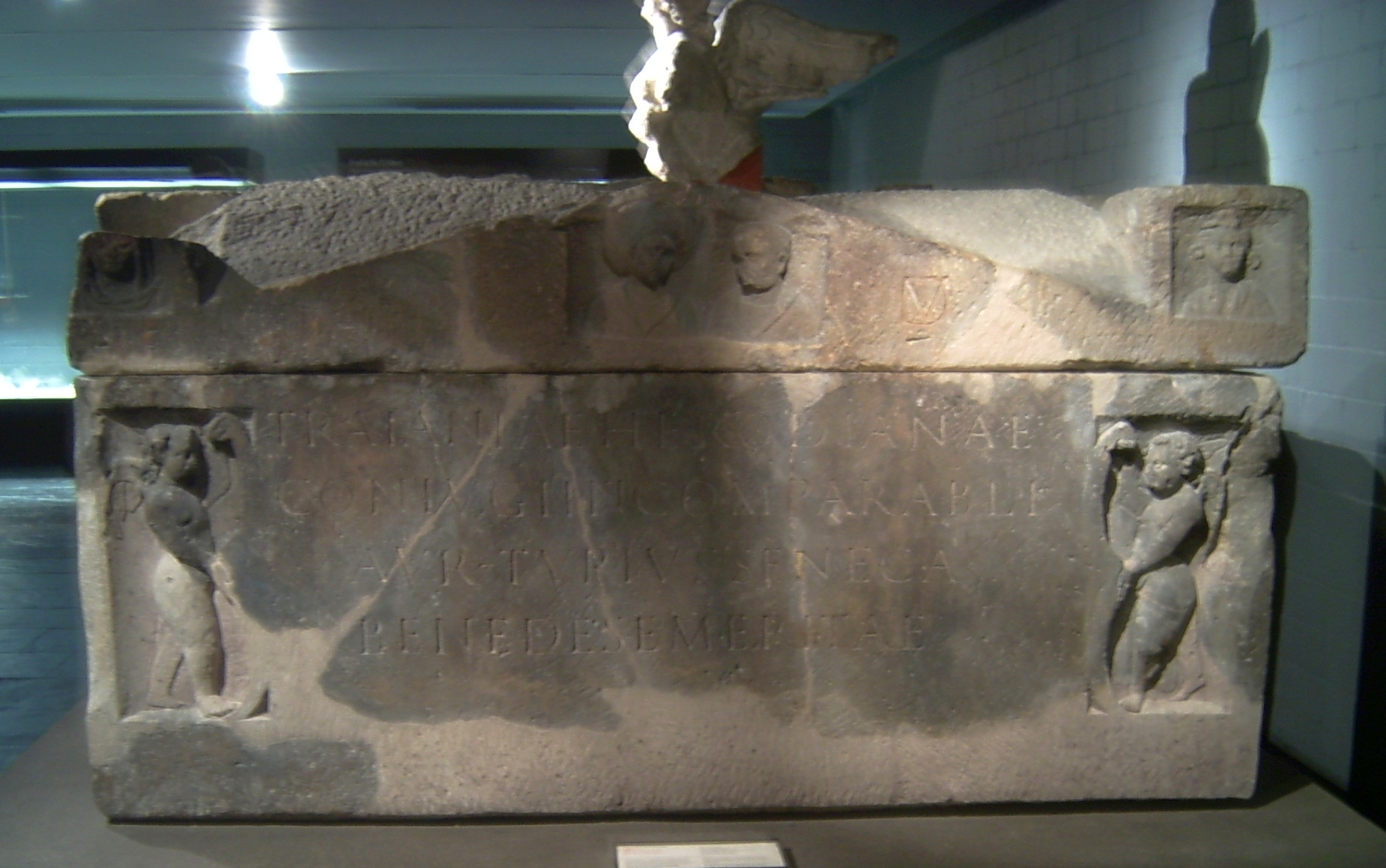
Саркофаг Траяна и Иродиады
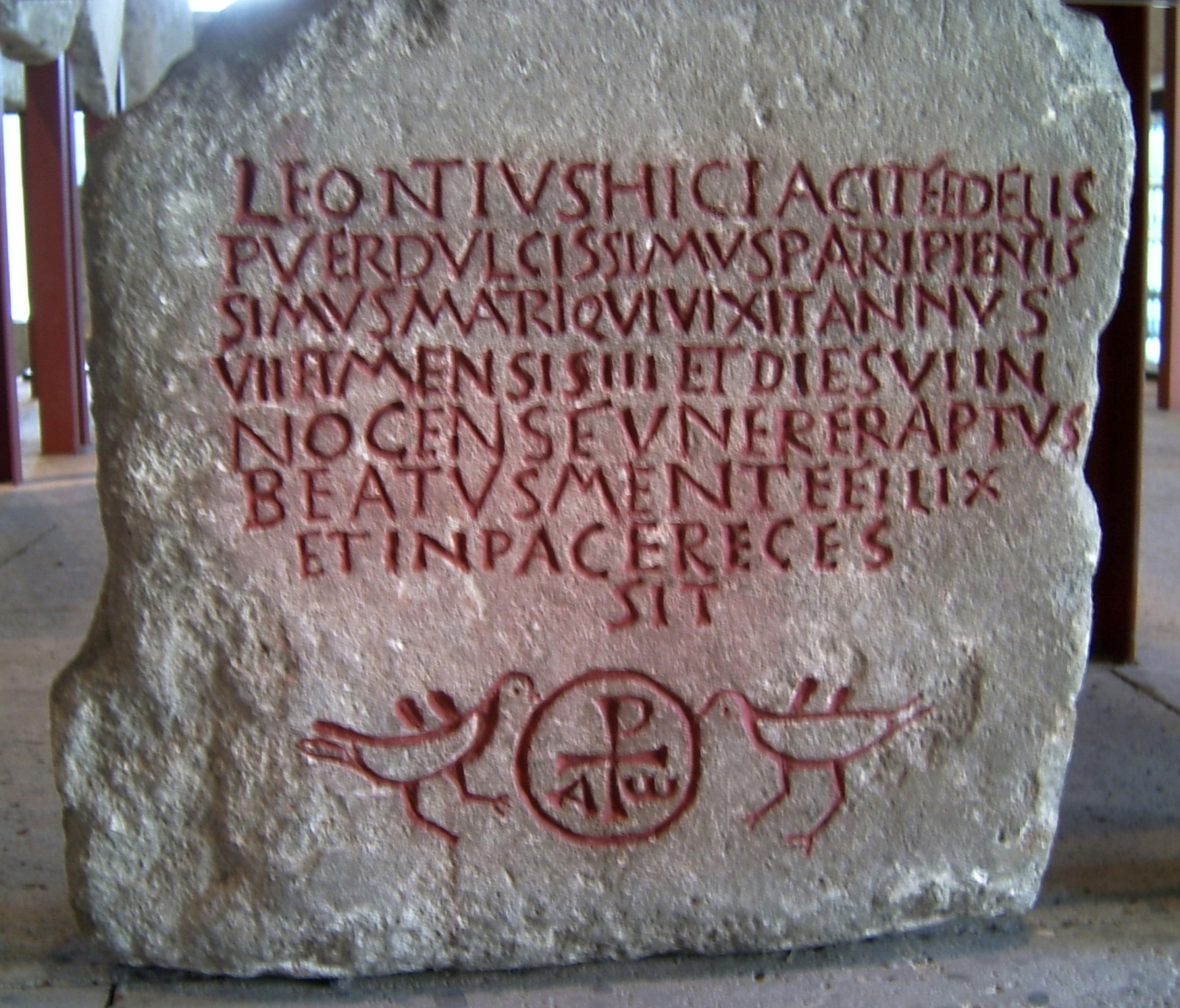
Раннехристианское надгробье
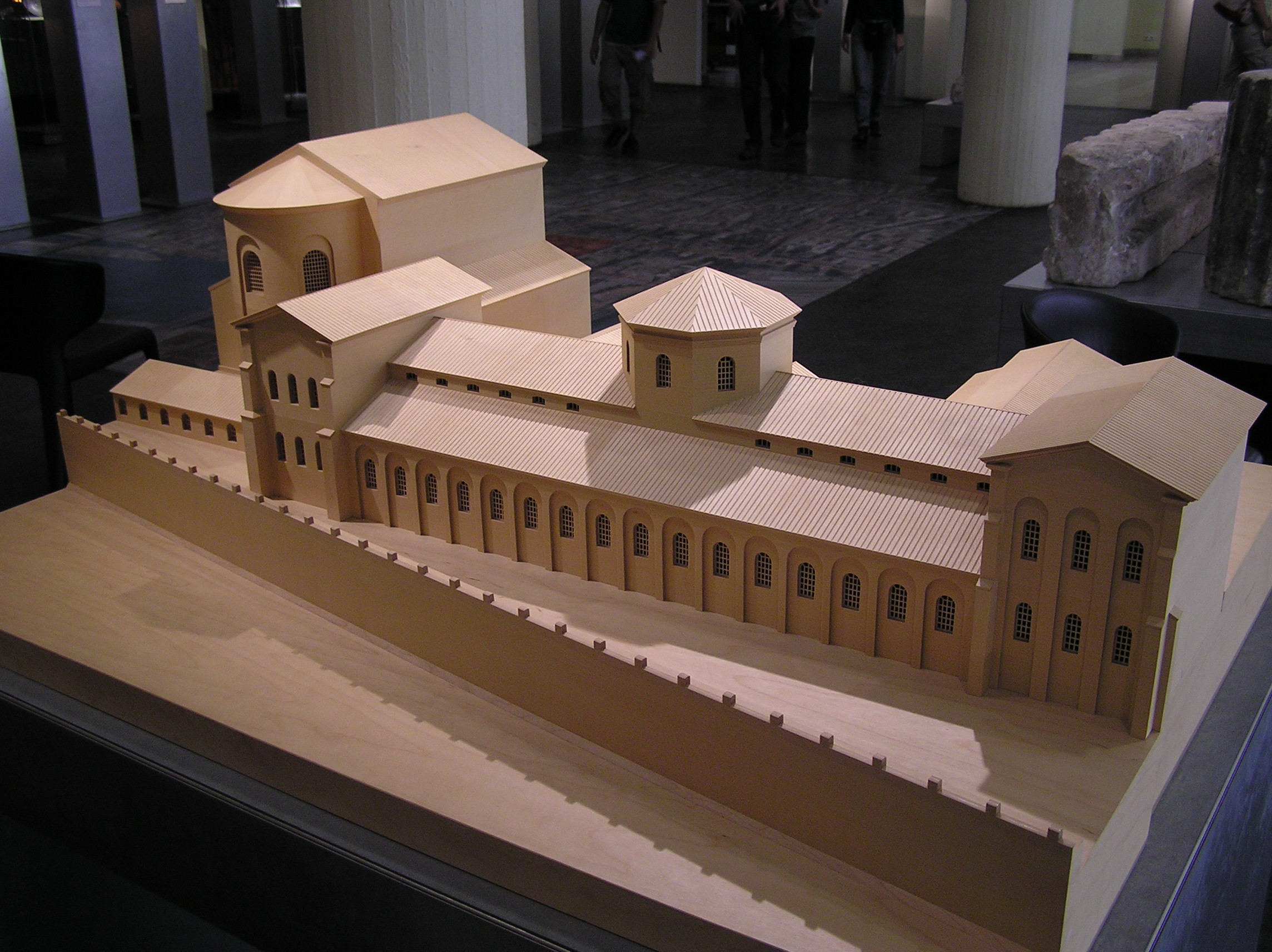
Модель Преториума
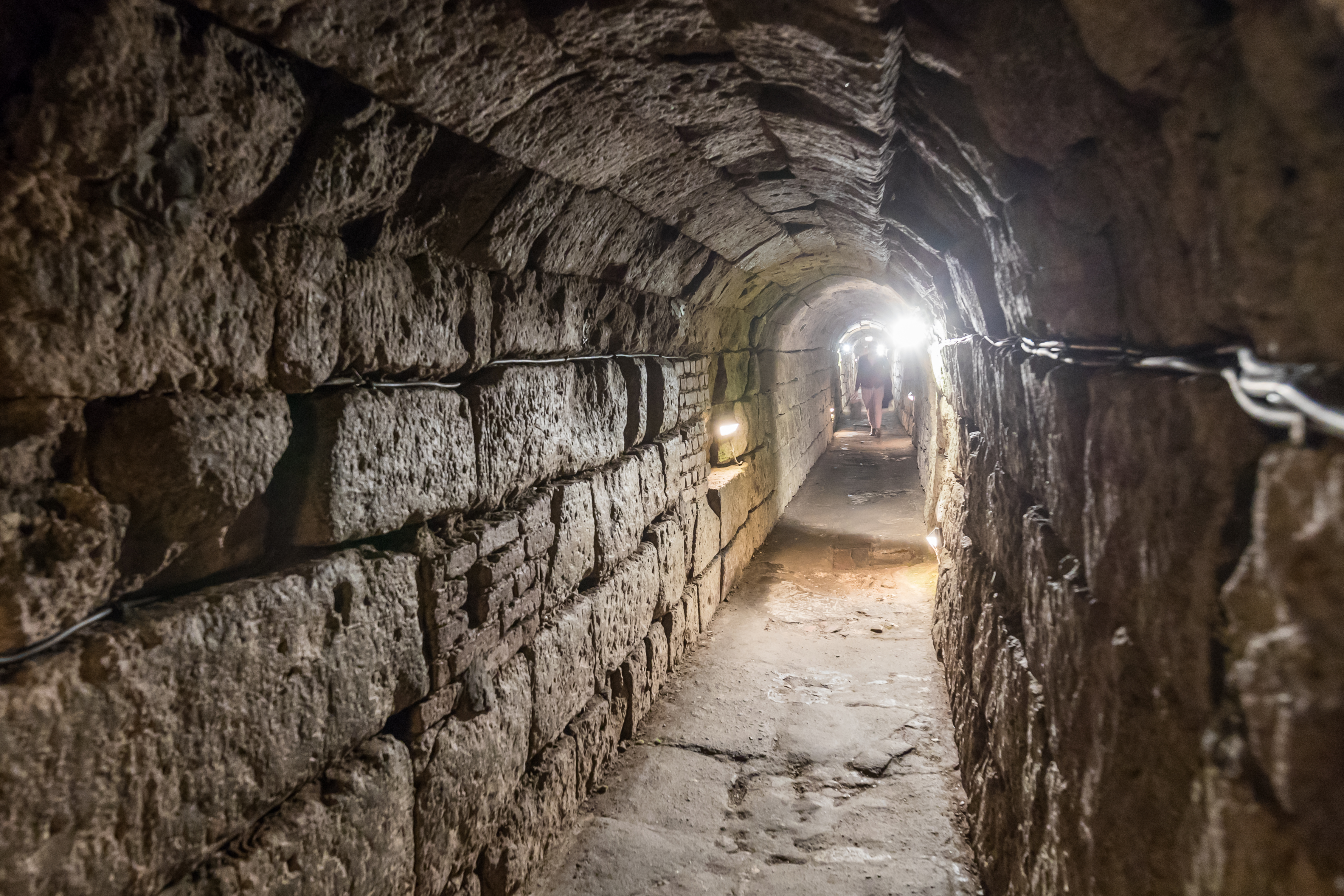
Римский канализационный канал под Кёльном